# Vlachovo
Vlachovo és un poble i municipi d'Eslovàquia. Es troba a la regió de Košice, a l'est del país.

## Història
La primera referència escrita de la vila data del 1247.

## Demografia
| Godina             | 1994 | 2004 | 2014   | 2024    |
| ------------------ | ---- | ---- | ------ | ------- |
| Nombre de persones | 914  | 914  | 860    | 764     |
| Diferència         |      | +0%  | −5,90% | −11,16% |

| Godina             | 2023 | 2024 |
| ------------------ | ---- | ---- |
| Nombre de persones | 764  | 764  |
| Diferència         |      | +0%  |